# PS General Slocum
A PS General Slocum (PS: paddle steamer, azaz lapátkerekes gőzhajó) egy 1891-es építésű New York-i kirándulóhajó volt, amely az East Riveren közlekedett. 1904. június 15-én menet közben kigyulladt és leégett. A tűzben 1021 ember lelte halálát. Ez volt New York legsúlyosabb katasztrófája egészen a 2001. szeptember 11-ei terrortámadásokig.

## Elsüllyedése
1904. június 15-én egy manhattani evangélikus egyházközösség $350-ért kibérelte a hajót, hogy a közösség tagjait Long Islandre szállítsa egy piknikre. A General Slocum reggel 9 óra 30 perckor elhagyta a kikötőt, és nagyjából a 90. utca magasságában járt, amikor egyik termében tűz ütött ki, vélhetően egy eldobott csikk vagy gyufa miatt. A hajó nagy mennyiségű szalmát és petróleumot szállított, ami azonnal lángra kapott. William Van Schaick kapitány sokáig nem vette tudomásul, hogy ég a hajó, holott korábban egy 12 éves fiú figyelmeztette, de nem hitte el neki. 

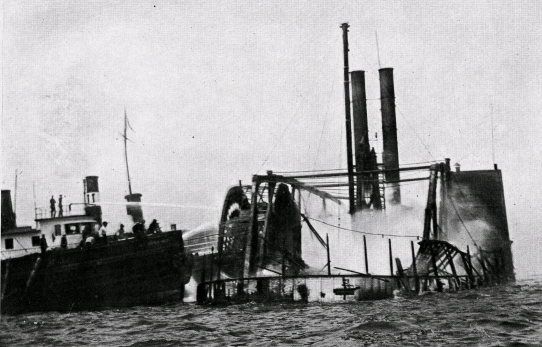
Tűzoltók oltják a General Slocum roncsát

A kapitány ezután végzetes döntést hozott: ahelyett, hogy azonnal kikötöttek volna, hogy mindenki leszállhasson, a part menti épületek biztonsága érdekében az út folytatása mellett döntött. A szél egyre inkább felszította a lángokat, amelyek az egész hajón elterjedtek. Az utasok vagy halálra égtek, vagy a vízbe ugrottak. Hiába volt kedvező az időjárás, az emberek nagy része akkoriban nem tudott úszni, és sokak halálát a még forgó lapátkerekek okozták. A hajó felépítménye teljesen megsemmisült, néhány óra alatt elsüllyedt a sekély vízben.

### A Vasárnapi Ujság tudósítása a balesetről
Részlet a Vasárnapi Ujság 1904. július 10-i számából:

„A legnagyobb hajó-szerencsétlenségek közt is párját ritkítja az amerikai "General Slocum" nevű hajó veszedelme, mely alkalommal mintegy 1200 emberélet áldozatúl esett. A rettentő szerencsétlenség, mely az egész világon nagy részvétet és megdöbbenést keltett s melyről mai számunkban amerikai fölvételek nyomán több képet közlünk, a következőkép történt: 
A new-yorki evangelikus Szent Márk-egyház iskoláit pártfogoló egyesület mint minden évben, az idén is kirándulásra vitte a tengerre az iskolák szorgalmas tanulóit. Bérbe vett egy nagy hajót, a "General Slocum" nevűt, arra szállította az iskolás fiukat és leányokat tanítóikkal, szüleikkel, összesen 700 gyermeket és 998 felnőttet, hogy a tengerpart mentén fekvő Locust Grove nevű kirándulóhelyre menjenek. 
Junius 15-én indultak el. 
A mint elértek a Hell Gate (a pokol kapuja) nevű keskeny szoroshoz, melyet mesterségesen vágtak, ma is nevezetes mérnöki munkával a sziklába, - tűz támadt a hajó födélzetén. Nem egészen bizonyos, mily körülmények között ütött ki a tűz, mert az életben maradtak vallomásai eltérők. A jelenetek azonban, melyek a hajón lefolytak, felülmúlnak minden képzeletet. 
A zenekar vidám darabokat játszott a kikötőből való elindulás óta s az egész, nagyobb részében nőkből és gyermekekből álló társaság a födélzeten tartózkodott. A tűz kitörésekor irtózatos rémület támadt; a hajó kapitánya, Van Scheick Vilmos, azonnal hozzáfogott az oltáshoz, de az ócska, rozzant hajón legyőzhetetlen erővel s gyorsasággal terjedtek el a lángok. Hozzájárult ehhez még az is, hogy a viz-szivattyúk ép a veszély pillanatában felmondták a szolgálatot.”

### Túlélők és áldozatok

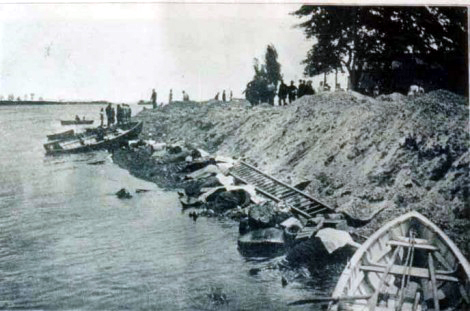
A hajó áldozatainak holttestei a parton

| Kategóriák               | Utasok | Személyzet |
| ------------------------ | ------ | ---------- |
| Összes                   | 1358   | 30         |
| Felnőttek                | 613    | 30         |
| Gyermekek                | 745    |            |
| Áldozatok                | 893    | 2          |
| Eltűntek/azonosítatlanok | 62     |            |
| Sérültek                 | 175    | 5          |
| Sértetlenek              | 228    | 23         |

### A hajó utóélete
A roncsot kiemelték a folyóból, a viszonylag épen maradt hajótestet bárkává alakították át, és a Maryland nevet kapta. A bárka 1911. december 4-én süllyedt el, miután megfeneklett egy viharban New Jersey-ben. Senki nem sérült meg.

## Fordítás
Ez a szócikk részben vagy egészben  a   PS General Slocum című angol Wikipédia-szócikk ezen változatának fordításán alapul.  Az eredeti cikk szerkesztőit annak laptörténete sorolja fel. Ez a jelzés csupán a megfogalmazás eredetét és a szerzői jogokat jelzi, nem szolgál a cikkben szereplő információk forrásmegjelöléseként.